# Онами (1942)
Онами — японский эсминец типа «Югумо».
Название в переводе с японского «Большие волны, покрываемые водным туманом».

## История
Заложен на Верфи Fujinagasta, Осака. Спущен 13 августа 1942 года, вошёл в строй 29 декабря 1942 года. Он заменил потерянный Таканами в 31-м дивизионе. Участвовал в сражении в заливе Императрицы Августы. 25 ноября 1943 года потоплен (вместе с однотипным Макинами) американскими эсминцами у мыса Сент-Джордж (остров Новая Ирландия) в точке 05°15′ ю. ш. 153°49′ в. д.. Шесть японских эсминцев должны были перебросить пополнение для гарнизона базы на острове Бука и снять с острова авиатехников, поскольку аэродром на острове практически утратил стратегическое значение. «Онами» и «Макинами» выполняли в этом соединении эсминцев роль прикрытия. Американскому командованию стало известно об этом конвое благодаря авиаразведке и наперехват были посланы 5 эсминцев. Пополнение было благополучно доставлено, и, приняв на борт аэродромный персонал, японские эсминцы взяли курс на Рабаул. Примерно в 1:40 «Онами» и «Макинами» были обнаружены американцами, стерегущими пролив между островами. «Чарльз Осборн», «Клакстон» и «Дайсон» произвели торпедную атаку. Получив сразу несколько попаданий, «Онами» затонул вместе со всем экипажем.